# Bacalar
Bacalar är en ort i Mexiko.   Den ligger i kommunen Bacalar och delstaten Quintana Roo, i den östra delen av landet, 1 100 km öster om huvudstaden Mexico City. Bacalar ligger 17 meter över havet och antalet invånare är 11 513.
Terrängen runt Bacalar är platt. En vik av havet är nära Bacalar åt nordost. Runt Bacalar är det glesbefolkat, med 14 invånare per kvadratkilometer. Bacalar är det största samhället i trakten. Trakten runt Bacalar består huvudsakligen av våtmarker.